# Elytranthe
Elytranthe är ett släkte av tvåhjärtbladiga växter. Elytranthe ingår i familjen Loranthaceae.
Kladogram enligt Catalogue of Life:
| Elytranthe | \| \| Elytranthe albida \| \| \| \| \| \| Elytranthe arnottiana \| \| \| \| \| \| Elytranthe colletii \| \| \| \| \| \| Elytranthe dranensis \| \| \| \| \| \| Elytranthe hypoglauca \| \| \| \| \| \| Elytranthe parasitica \| \| \| \| \| \| Elytranthe pseudopsilantha \| \| \| \| |
|            | \| \| Elytranthe albida \| \| \| \| \| \| Elytranthe arnottiana \| \| \| \| \| \| Elytranthe colletii \| \| \| \| \| \| Elytranthe dranensis \| \| \| \| \| \| Elytranthe hypoglauca \| \| \| \| \| \| Elytranthe parasitica \| \| \| \| \| \| Elytranthe pseudopsilantha \| \| \| \| |
|            | Elytranthe albida |
|            | |
|            | Elytranthe arnottiana |
|            | |
|            | Elytranthe colletii |
|            | |
|            | Elytranthe dranensis |
|            | |
|            | Elytranthe hypoglauca |
|            | |
|            | Elytranthe parasitica |
|            | |
|            | Elytranthe pseudopsilantha |
|            | |